# Vampire (Schiff, 1917)
Die HMAS Vampire (D68/I68) war ein Flottillenführer der Admiralty-V-Klasse, der während des Ersten Weltkriegs bei der Royal Navy als HMS Vampire und nach dem Verkauf 1933 an Australien im Zweiten Weltkrieg bei der Royal Australian Navy als HMAS Vampire Dienst tat.
Am 10. Dezember 1941 rettete sie mit anderen Begleitzerstörern viele Überlebende des durch japanische Flugzeuge versenkten Schlachtschiffs Prince of Wales und des Schlachtkreuzers Repulse.
Am 9. April 1942 wurde sie zusammen mit dem alten Träger Hermes von japanischen Flugzeugen vor Ceylon versenkt.

## HMSVampire
Der Zerstörer wurde am 10. Oktober 1916 bei der Werft J. Samuel White and Company in Cowes auf der Isle of Wight auf Kiel gelegt und lief am 21. Mai 1917 als Wallace vom Stapel. Im Juli 1917 erfolgte die Umbenennung in Vampire und am 22. September 1917 wurde das Boot in den aktiven Dienst bei der britischen Royal Navy übergeben. Versuchsweise wurden auf der Vampire 3-fach-Torpedorohrsätze eingebaut, so dass sie im Unterschied zu ihren Schwesterschiffen sechs statt vier Torpedorohre hatte. Nachdem sie bis zum Ende des Ersten Weltkriegs in der Nordsee eingesetzt worden war, folgten in der Nachkriegszeit und in den frühen 1920er-Jahren Einsätze in der Ostsee und im Mittelmeer. Zuletzt lag sie als Reservezerstörer in Malta.

## HMASVampire
Am 11. Oktober 1933 wurde die Vampire zusammen mit den Zerstörern Vendetta, Voyager, Waterhen der Admiralty V- und W-Klasse und dem etwas moderneren Flottillenführer Stuart in Portsmouth zur australischen Zerstörerflottille zusammengefasst und der Royal Australian Navy übergeben, um die bisherigen sechs australischen Zerstörer zu ersetzen, die aus Altersgründen verschrottet wurden. In Australien angekommen, wurde der Zerstörer im Januar 1934 außer Dienst gestellt und der Reserveflotte zugeteilt, in der er zuerst in Sydney in Reserve lag und dann ab 1936 als Depotschiff in der Marinebasis HMAS Cerberus (Flinders Naval Depot) eingesetzt wurde. Am 11. Mai 1938 wurde die Vampire wieder für den aktiven Dienst reaktiviert.

### Mittelmeer
Nachdem in Europa der Zweite Weltkrieg ausgebrochen war, liefen Vampire und Voyager im Oktober 1939 von Fremantle nach Singapur, wo sie sich mit Stuart, Vendetta und Waterhen trafen und zusammen nach einem kurzen Aufenthalt in das Mittelmeer verlegten. Am 2. Januar 1940 bildeten die Schiffe in Malta die 19. Zerstörerflottille der britischen Mittelmeerflotte. Die australischen Einheiten nahmen an mehreren Übungen teil. Da das Mittelmeer zu diesem Zeitpunkt noch kein Kriegsschauplatz war, hatten die australischen Zerstörer eine relative ereignislose Dienstzeit, während sie an Flottenübungen und Geleitschutzeinsätzen teilnahmen. In der Zeit von 5. März bis zum 4. April 1940 wurde die Vampire auf Malta einer Generalüberholung unterzogen.
Im Juni 1940 änderte sich die strategische Lage im Mittelmeer mit dem Kriegseintritt Italiens und der Kapitulation Frankreichs stark zu Ungunsten der Alliierten. Von nun an kam es im Mittelmeer zu zahlreichen Kampfhandlungen zwischen den Briten und den Italienern. So nahm die Vampire am 9. Juli 1940 an der Seeschlacht bei Punta Stilo teil, wobei sie der Eskorte des Flugzeugträger Eagle zugeteilt war. Da der Träger während des Gefechts zwischen den beiden Flotten erfolgreich auf Distanz zum Schlachtgeschehen blieb, war auch die Vampire nicht direkt an der Schlacht beteiligt, half aber bei der Abwehr mehrerer italienischer Luftangriffe auf die Eagle.
In den folgenden Tagen war die Vampire Teil des Geleitschutzes für den Konvoi MA5, wobei sie während zahlreicher italienischer Luftangriffe zwar allen Bomben ausweichen konnte, jedoch zahlreiche Schäden durch Nahtreffer und Splitter erhielt. Ein Bombensplitter war es auch, der am 12. Juli 1940 den Kanonier J.H. Endicott tötete, den ersten Gefallenen der australischen Marine im Zweiten Weltkrieg. Den Juli und August 1940 verbrachte der Zerstörer abgesehen von der Teilnahme an zwei kleineren Flottenvorstößen größtenteils in der Werft in Alexandria, wo die erlittenen Schäden repariert und eine Überholung des Schiffes durchgeführt wurden. In den folgenden Monaten wurde das Schiff im gesamten östlichen Mittelmeer zu zahlreiche Geleitschutzaufgaben eingesetzt (darunter die Operationen Hats, Excess und Demon) und war mehrfach am Beschuss italienischer Positionen an der nordafrikanischen Küste beteiligt. Zeitweise diente es dabei Captain Hector Waller, dem Kommandeur der 10. Zerstörerflottille, als Flaggschiff. Während der Belagerung von Tobruk führte die Vampire im Mai 1941 zwei Versorgungseinsätze durch, bei denen frische Truppen in die Festung herein und Verwundete herausgebracht wurden. Nach seiner Rückkehr vom zweiten Einsatz war der Zerstörer jedoch als Folge der zahlreichen Belastungen der letzten Monate sowie der hohe Geschwindigkeiten erfordernden Versorgungsmission im Besonderen in einem schlechten Zustand. Besonders starke Vibrationen, die bei Geschwindigkeiten über 16 Knoten auftraten, machten eine weitere Verwendung des Zerstörers im Mittelmeer unmöglich. Das Schiff benötigte dringend eine umfassende, mehrere Wochen dauernde Überholung, bevor man es wieder an der Front einsetzen konnte. Da jedoch die Kapazitäten der britischen Werften im Mittelmeer und Indien ausgelastet waren und zudem die Reparatur modernerer Schiffe höhere Priorität hatte als die Überholung eines alten Zerstörers, blieb nichts anderes übrig als die Vampire nach Singapur zu schicken, das sie am 20. Juni 1941 erreichte.

### Südostasien
Die Überholung der Vampire dauerte mehr als vier Monate, erst am 26. November 1941 war der Zerstörer wieder einsatzbereit. In dieser Zeit wurde ein Großteil der Besatzung auf andere Schiffe versetzt und durch neue Rekruten ersetzt. In der Zwischenzeit hatte sich die politische Lage in Asien rapide verschlechtert, ein Angriff Japans auf die britischen Kolonien sowie Niederländisch-Indien wurde befürchtet. Am 2. Dezember traf als Verstärkung der britischen Streitkräfte die Force Z mit dem Schlachtschiff Prince of Wales und dem Schlachtkreuzer Repulse in Singapur ein. Die Vampire sollte die Repulse zu einem Besuch nach Darwin eskortieren, doch nach nur einem Tag auf See wurden die Schiffe nach Singapur zurückbefohlen. Am 8. Dezember 1941 begann der Krieg mit Japan in Asien mit der japanischen Invasion der Malaiischen Halbinsel, der Invasion der Philippinen sowie dem Angriff auf Pearl Harbor (dort aufgrund der dazwischenliegenden Datumsgrenze noch am 7. Dezember).
Am Abend des 8. Dezembers verließ die Force Z mit Prince of Wales, Repulse sowie den Zerstörern Electra, Express, Tenedos und Vampire Singapur, um die japanischen Truppentransporter anzugreifen, die Truppen in Nordmalaysia anlandeten. Die Operation wurde zu einer Katastrophe für die Briten, als der Verband die japanischen Transporter nicht finden konnte und am Morgen des 10. Dezember von japanischen Betty-Bombern angegriffen wurde. Insgesamt sieben japanische Angriffswellen erzielten zahlreiche Torpedotreffer auf Prince of Wales und Repulse, die beiden sanken (siehe Versenkung der HMS Prince of Wales und HMS Repulse). Die drei begleitenden Zerstörer (die Tenedos war vorher wegen Treibstoffmangel nach Singapur zurückgekehrt) wurden von den Bombern ignoriert und konnten zusammen 2089 von insgesamt 2921 Besatzungsmitglieder der beiden Großkampfschiffe retten und nach Singapur zurückbringen.
In den folgenden Wochen wurde die Vampire als Eskorte für zahlreiche Konvois zwischen Singapur und Batavia eingesetzt. Am 26. Januar versuchte sie zusammen mit dem Zerstörer Thanet zwei japanische Transporter vor der Mündung des Sungai Endau etwa 80 Seemeilen nördlich von Singapur anzugreifen (siehe Gefecht bei Endau). Sie scheiterten jedoch an dem japanischen Geleitschutz, bestehend aus dem Leichten Kreuzer Sendai und sechs Zerstörern. Die beiden alliierten Zerstörer griffen die japanischen Einheiten erfolglos mit ihren Torpedos an und versuchten, sich den japanischen Verfolgern mit Höchstgeschwindigkeit nach Süden zu entziehen. Dabei wurde jedoch die Thanet durch einen Treffer schwer beschädigt, fiel zurück und wurde versenkt. Nach einem vergeblichen Versuch, die Thanet durch das Legen einer Rauchwand zu schützen, gelang der Vampire die Flucht nach Singapur.
Am 28. Januar verließ der Zerstörer Singapur zum letzten Mal und schützte in den folgenden Tagen zwei Konvois während ihrer Passage durch die Sundastraße. Am 5. Februar verließ sie den Kriegsschauplatz Malaya/Niederländisch-Indien endgültig und lief mit einem aus zwei Handelsschiffen bestehenden Konvoi nach Colombo. Dort wurde sie am 11. Februar der Ost-Indien-Station der Royal Navy zugeteilt und somit Teil der britischen Ostindienflotte. Dort verbrachte sie den restlichen Februar und März als Eskorte für den alten Flugzeugträger Hermes.

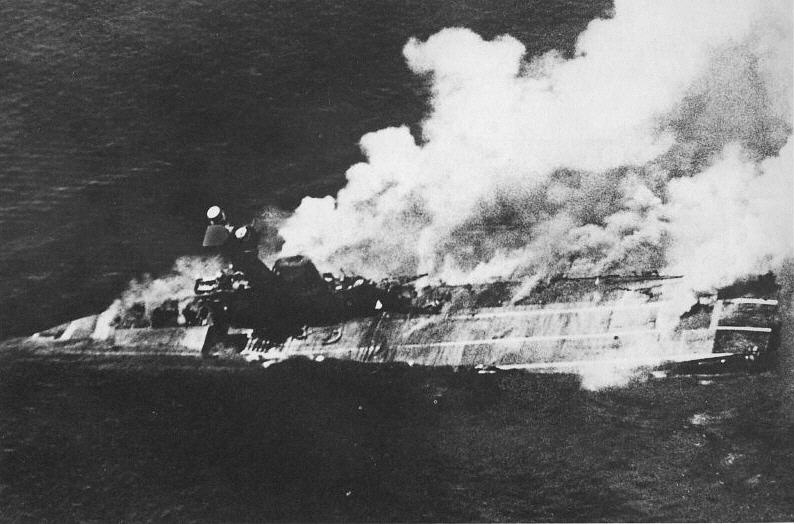
Die sinkende Hermes

Im März 1942 hatten die vorstoßenden Japaner Burma erobert und die Royal Navy verlor die Kontrolle über den Golf von Bengalen. Ende März erhielt das britische Oberkommando Informationen, die einen bevorstehenden Angriff der feindlichen Flotte auf Ceylon vermuten ließen. Darauf sammelte Admiral Sir James Somerville die ihm zur Verfügung stehenden Einheiten südlich von Ceylon und wartete dort auf das Eintreffen der Japaner, in der Hoffnung ihre bei Tage überlegenen Trägerkräfte in ein Nachtgefecht verwickeln zu können. Die Flotte kreuzte drei Tage lang bis zum 2. April, ohne dass die Japaner erschienen. Aufgrund Treibstoffknappheit brach die Flotte dann die Operation ab und lief zum Auftanken zum Addu-Atoll bei den Malediven. Vorher jedoch entließ Admiral Somerville die Hermes zusammen mit der Vampire nach Trincomalee, wo der Träger sich für die geplante Invasion von Madagaskar ausrüsten sollte. Aber dann führte die japanische Flotte ihre Attacke im Indischen Ozean später als erwartet doch noch durch. Als die japanischen Trägerverbände sich am 8. April Ceylon näherten, verließen Hermes und Vampire in der Nacht den Hafen von Trincomalee und entkamen dem am folgenden Tag stattfindenden Angriff durch Flucht nach Süden. Nach dem Angriff nahmen die beiden Schiffe wieder Kurs zurück nach Trincomalee, wurden jedoch von japanischen Aufklärern gesichtet. Gegen 10:35 Uhr am Morgen des 9. April wurden der Träger und der Zerstörer von 85 Sturzkampfbombern angegriffen. Die Hermes erhielt zahlreiche Treffer und sank innerhalb von zwanzig Minuten, worauf die verbliebenen Angreifer sich auf die Vampire stürzten. Der Zerstörer zerbrach nach einem Volltreffer in zwei Teile und sank binnen zehn Minuten auf der Position 7° 35′ 0″ N, 82° 5′ 0″ O, wobei der Kommandant und acht Besatzungsmitglieder starben oder tödlich verwundet wurden. Der Rest der Besatzung wurde von örtlichen Booten und dem Hospitalschiff Vita aufgenommen. Einige konnten sich auch schwimmend zur nahen Küste retten.